# 本因坊丈和
本因坊 丈和（ほんいんぼう じょうわ、天明7年（1787年） - 弘化4年10月10日（1847年11月17日））は、江戸時代の棋士。十二世本因坊、名人碁所。法名は日竟。本因坊元丈門下。元の姓は戸谷、後に葛野（かどの）。
丈和の生地は明らかでなく、信濃、武蔵国、伊豆、江戸などの説があるが、伊豆説が有力。幼名は松之助。16歳で初段。文化4年(1807年)に庄内藩士長坂猪之助と二十一番碁を打ち（丈和定先）、12局目まで8勝4敗で先相先とした。当時元丈の跡目には丈和の1歳上の奥貫智策が据えられていたが、智策は文化9年(1812年)に27歳で夭逝、文政2年(1819年)に丈和が跡目となる。その後33歳で六段。
文政10年(1827年)40歳の時、七段に進み、元丈の跡を継いで十二世本因坊丈和となる。翌年八段。天保2年(1831年)に、ライバル井上幻庵因碩を策謀によって降し、名人碁所に就く（後述）。
長男の戸谷梅太郎は、水谷琢順の養子となった後に井上家を継ぎ、12世井上節山因碩となった。三男は明治期方円社2代目社長の中川亀三郎。長女はなは本因坊秀策に嫁いだ。

## 天保の内訌と松平家碁会
名人昇格の際、丈和は不透明な陰謀をめぐらしたため後に禍根を残す事になった。
なお、丈和が名人碁所になった時につき、従来の囲碁史では、名人碁所になった棋士は「お止め碁」として、以降は公式の対局は行わないと描写されていたが、実際は、丈和以前の碁所就任者のうち、本因坊道策、本因坊察元は名人碁所になったのちも御城碁を打っている。
文政11年(1828年)に名人碁所願を提出し、安井知得仙知宅で家元同職会議が行われる。席上仙知は時期尚早と主張し、丈和の1月遅れで八段になっていた井上幻庵因碩との争碁を勧めるが因碩は受けず、仙知が争碁を打つことになり寺社奉行から許可を得る。しかし仙知の病気などで日程が決まらず、因碩が争碁願を提出、仙知の裁定で2、3年待って争碁を行うこととしたが、天保2年に突如丈和が名人碁所に任命される。この急な任命の理由は不明だが、林元美が丈和から八段昇段の約束を得て、出身である水戸藩の隠居「翠翁公」を通じて寺社奉行に働きかけたとの見方がある。
天保6年(1835年)に浜田藩の家老で安井家門人(二段)でもあった岡田頼母が老中松平周防守に碁会を勧め、松平宅にて碁所で御止碁となっていた丈和も含めた手合を組む。因碩は丈和を名人位から引き摺り下ろそうと、弟子の赤星因徹を丈和に挑ませる。もしこの対局で赤星が勝てば、丈和に名人の資格無しとして公儀に訴え出る算段であった。赤星の実力は確かなもので、いったんは優勢に持ち込むが、丈和は有名な「丈和の三妙手」を放ち、赤星を下した。この対局中赤星は血を吐き、その後26歳で死去。ここからこの一局を「吐血の局」と呼ぶ。これにより因碩の野望は砕いたものの、林元美の八段昇段の内約を破ったことの訴えなどがあって、天保10年(1839年)に碁所を返上して引退。元丈の子である丈策に家督を譲った。

### 丈和の三妙手
|  |  |  |  |  |  |  |  |  |  |  |  |  |  |  |  |  |  |  |
|  |  |  |  |  |  |  |  |  |  |  |  |  |  |  |  |  |  |  |
|  |  |  |  |  |  |  |  |  |  |  |  |  |  |  |  |  |  |  |
|  |  |  |  |  |  |  |  |  |  |  |  |  |  |  |  |  |  |  |
|  |  |  |  |  |  |  |  |  |  |  |  |  |  |  |  |  |  |  |
|  |  |  |  |  |  |  |  |  |  |  |  |  |  |  |  |  |  |  |
|  |  |  |  |  |  |  |  |  |  |  |  |  |  |  |  |  |  |  |
|  |  |  |  |  |  |  |  |  |  |  |  |  |  |  |  |  |  |  |
|  |  |  |  |  |  |  |  |  |  |  |  |  |  |  |  |  |  |  |
|  |  |  |  |  |  |  |  |  |  |  |  |  |  |  |  |  |  |  |
|  |  |  |  |  |  |  |  |  |  |  |  |  |  |  |  |  |  |  |
|  |  |  |  |  |  |  |  |  |  |  |  |  |  |  |  |  |  |  |
|  |  |  |  |  |  |  |  |  |  |  |  |  |  |  |  |  |  |  |
|  |  |  |  |  |  |  |  |  |  |  |  |  |  |  |  |  |  |  |
|  |  |  |  |  |  |  |  |  |  |  |  |  |  |  |  |  |  |  |
|  |  |  |  |  |  |  |  |  |  |  |  |  |  |  |  |  |  |  |
|  |  |  |  |  |  |  |  |  |  |  |  |  |  |  |  |  |  |  |
|  |  |  |  |  |  |  |  |  |  |  |  |  |  |  |  |  |  |  |
|  |  |  |  |  |  |  |  |  |  |  |  |  |  |  |  |  |  |  |

赤星因徹(黒)との一局。右辺黒が1,3と形を決めに来たところを白4と内側からスベったのが「第一の妙手」で、手を抜くと内側で生きられるため黒5の備えが省けない。さらに白6と先手で右下を間に合わせたのが「第二の妙手」で、aのキリを狙っているので黒7と備えざるを得ない。白からb，cのキキがあるためこの白の一団は心配がなく、先手で白8と左辺の打ち込みに回った。黒13に対し、頭をぶつけるような白14から形の悪い白16が力強い手で（第三の妙手）、黒の優位を突き崩し逆転に成功した。丈和の読みの深さと強腕を示す手で、後世に「丈和の三妙手」と語り伝えられている。

## 出自
丈和の出自については自身では明かすことが無かった。文化2年の『囲碁人名録』には江戸生まれとなっており、公儀に提出した親類書では武州本庄の戸谷姓となっており、後に中川亀三郎は、生国は不明だが幼時に武州熊谷あたりで成長したらしいと述べていた。大沢永弘の研究では、伊豆木負村の五十集商（魚の仲買人）葛野七右衛門の次男として生まれ、幼名は一作、貫一。その後江戸で烈元門下となるが、事情で本庄に丁稚奉公に出され、14歳に江戸に戻って奉公人として働いたという。その事情とは、本因坊家を継ぐに相応しい家柄を必要とした事である。その為、本庄宿の大豪商にして公での名字帯刀を許されていた戸谷半兵衛の丁稚となった。また、戸谷はその才能を見抜き、中屋に埋もれさせておくには忍びがたいとして、江戸の室町にあった支店島屋に赴任させたとあり、これをきっかけに烈元の門下になったともされる。戸谷家に残る日記帳、伝承などから寛政年間の末から文化年間の初めまで奉公していた丁稚の己之助が若き日の丈和であったと考えられている。

## 評価
丈和の碁は〝強力無双〟と呼ばれる激しい力碁が特徴で、道策の前聖に対して後聖と呼ばれた。明治中頃、名人就任に関する一連の醜聞で一時期丈和の評価が落ち、秀策に後聖の名を奪われた事があった。しかし現在では丈和の実力は再認識され、囲碁の三棋聖の一人として、また史上最強棋士候補の一人として確固たる地位を得ている。
2005年に日本棋院囲碁殿堂入り。

## 著作
- 『国技観光』1826年（『石立擲碁国技観光』（囲碁名著選集3,4）池田書店　1979年；囲碁名著文庫1、1982、池田書店）
- 『收枰精思』1835年（囲碁名著選集5、池田書店　1979年、囲碁名著文庫9、池田書店、1983年）